# Cimitero monumentale di Spoleto
Il cimitero monumentale di Spoleto è il più importante dei venticinque camposanti dislocati nel comprensorio spoletino. Si trova sul colle Ciciano (o colle Luciano) nella periferia nord della città.

## Storia

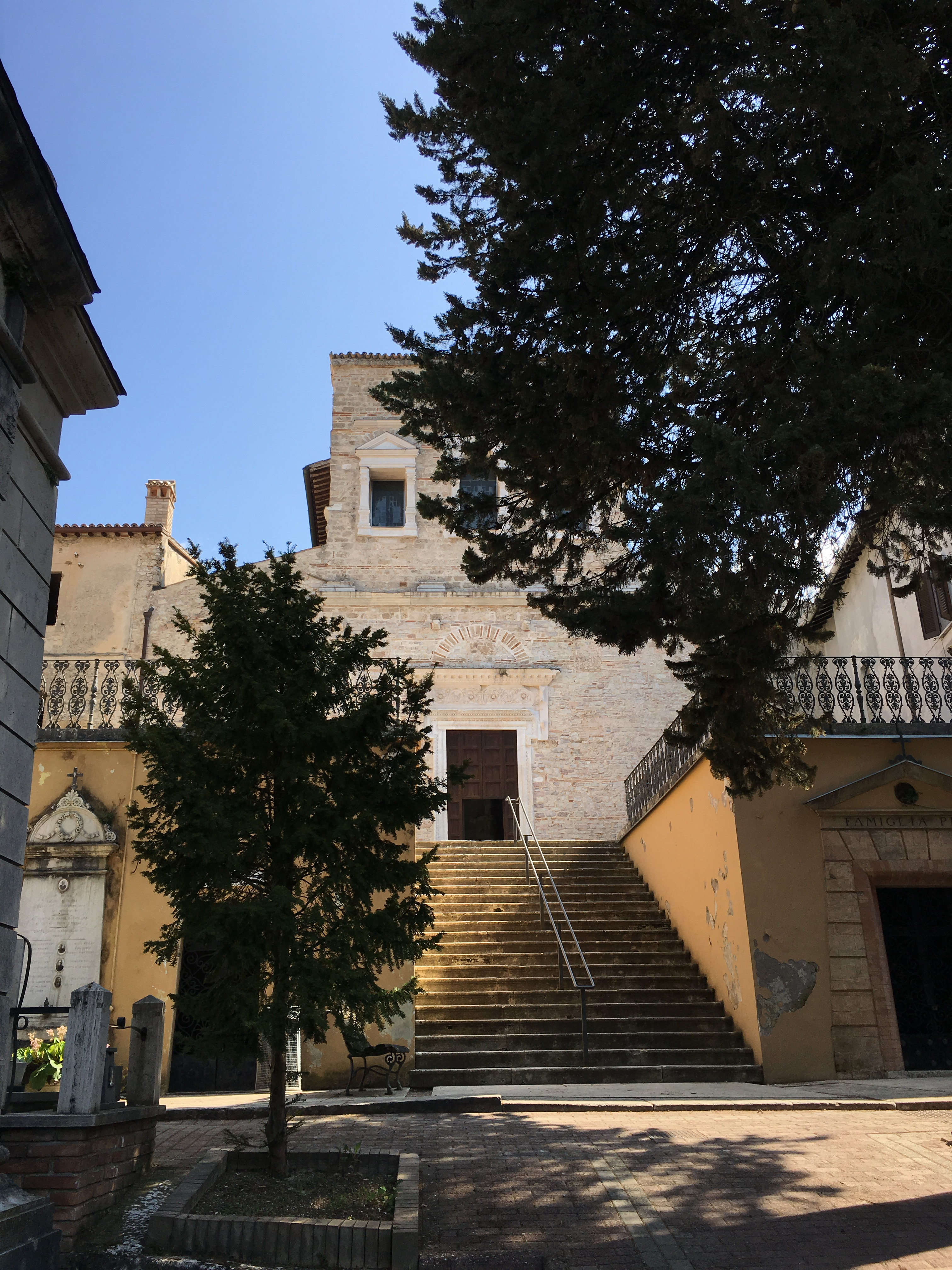
Basilica di San Salvatore vista dal piano del cimitero

Il colle Ciciano fin dal 1817 venne scelto dal comune come area cimiteriale in seguito ad un'epidemia di tifo e in seguito al divieto della Congregazione del Buon Governo di tumulare nelle chiese. Diciannove anni più tardi, nel 1836, Ireneo Aleandri, architetto e ingegnere capo del comune di Spoleto dal 1833 al 1857, venne incaricato di progettare e realizzare nella stessa zona un cimitero civico. La costruzione però fu possibile solo dopo l'unità d'Italia, quando il comune riuscì ad espropriare il terreno coltivato a orto intorno al Convento del Crocifisso (poi divenuto di San Salvatore), che gli agostiniani non avevano mai voluto cedere.
Con qualche modifica rispetto al progetto originario, il cimitero venne quindi costruito nell'area immediatamente sottostante la basilica di San Salvatore, chiesa che dal 2011 fa parte del patrimonio mondiale dell'UNESCO come parte del sito seriale Longobardi in Italia: i luoghi del potere.
Divenuto insufficiente a soddisfare le esigenze della comunità, è stato ampliato grazie all'acquisto di terreni adiacenti nel 1939, nel 1940 e negli anni sessanta.

## Descrizione
L'area è caratterizzata da una densa vegetazione con prevalenza di cipressi secolari allineati in filari, e frequenti esemplari di viburno. 

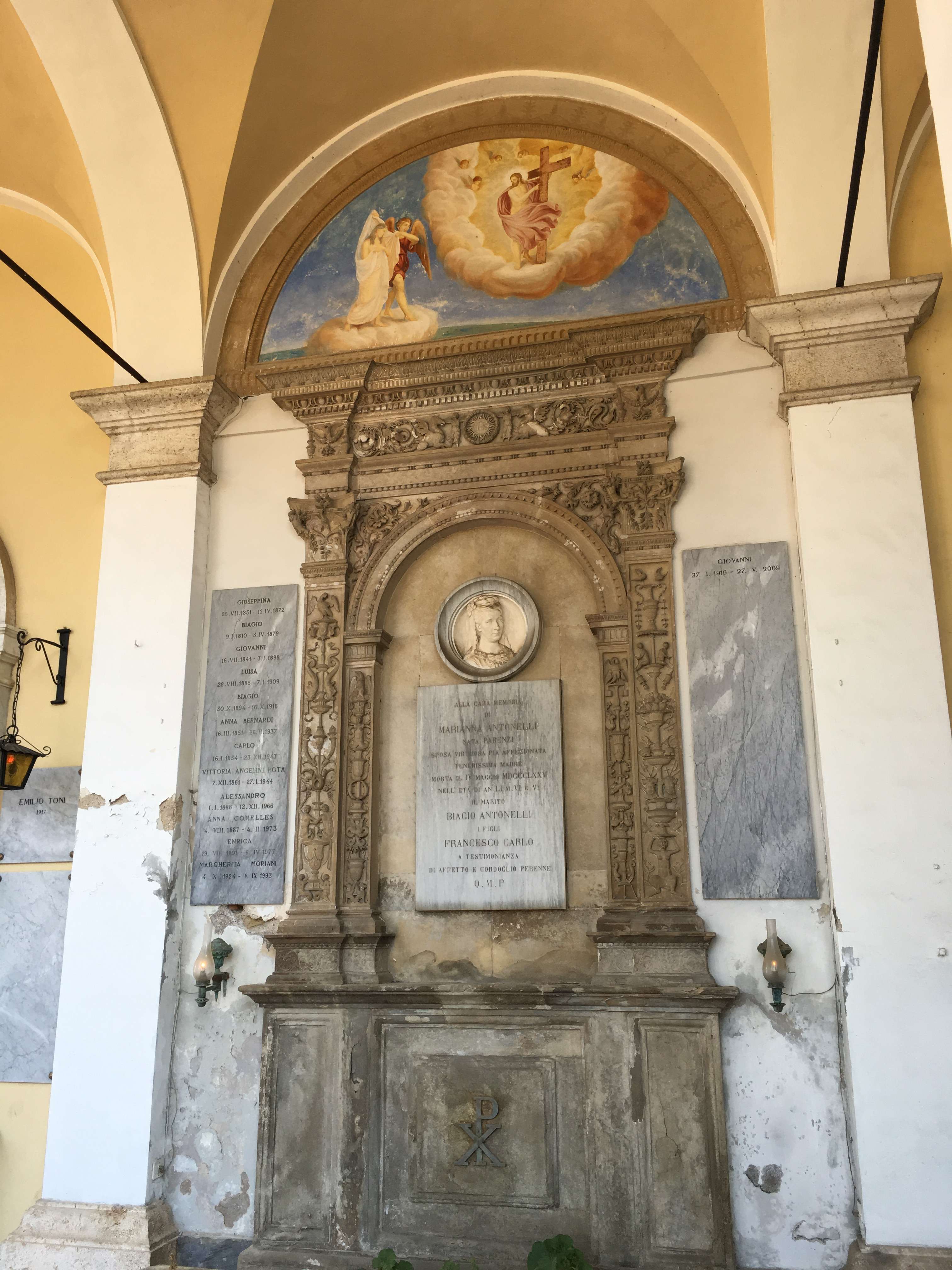
Tomba della famiglia Antonelli con mostra d'altare cinquecentesca

La strada che conduce all'ingresso è fiancheggiata da filari di cipressi esotici color cenerino; in parallelo alla cinta cemeteriale, ai piedi della scarpata, un filare di grandi lecci ombreggia quasi tutta la strada che giunge all'ingresso del cimitero e poco dopo alla basilica.
L'ingresso principale è su via della Basilica di San Salvatore; è una variante importante rispetto al progetto Aleandri che prevedeva l'ingresso principale in asse con la basilica, soluzione che avrebbe al massimo valorizzato la chiesa paleocristiana, elevata sullo fondo di un fitto filare di cipressi.
Appena varcato il cancello, dopo pochi metri ci si trova nella parte monumentale del cimitero, quella che raccoglie le tombe più ricche. Qui si trova anche il tempio di cremazione, dedicato a Luigi Pianciani.
All'interno del tempio si trova il cosiddetto "carro crematorio", consistente in un particolare forno crematorio con rivestimento in ghisa, montato su ruote, che ha iniziato ad operare nel 1903. Qui fu cremato Julius Evola nel 1974. Il forno cessò il suo funzionamento nel 1980 poiché di lì a poco sarebbe entrata in vigore la normativa in materia di inquinamento atmosferico che lo avrebbe reso obsoleto.
Le sepolture delle famiglie più illustri della città sono posizionate in loggiati in stile neoclassico disposti in modo simmetrico ai lati di uno scalone che dalla basilica scende al piano del cimitero. È anche questa una variante del progetto Aleandri che sembra ripresa da un progetto dell'architetto Luigi Landini, ex religioso, uno degli ultimi abitanti degli eremi di Monteluco, dove aveva istituito una scuola di belle arti.
Le tombe sotto il loggiato si presentano affiancate, suddivise da paraste, diverse l'una dall'altra negli ornamenti e negli stemmi, ma tutte aderenti ad un medesimo stile; sono ornate dai simboli della tradizione cristiana come l'albero della vita, il monogramma di Cristo, la rosa, la palma ecc.
L'insieme del vialetto, delle due ali del loggiato, dello scalone e della facciata di San Salvatore, compongono un suggestivo effetto scenografico che compare all'improvviso a chi giunge dall'ingresso principale. 

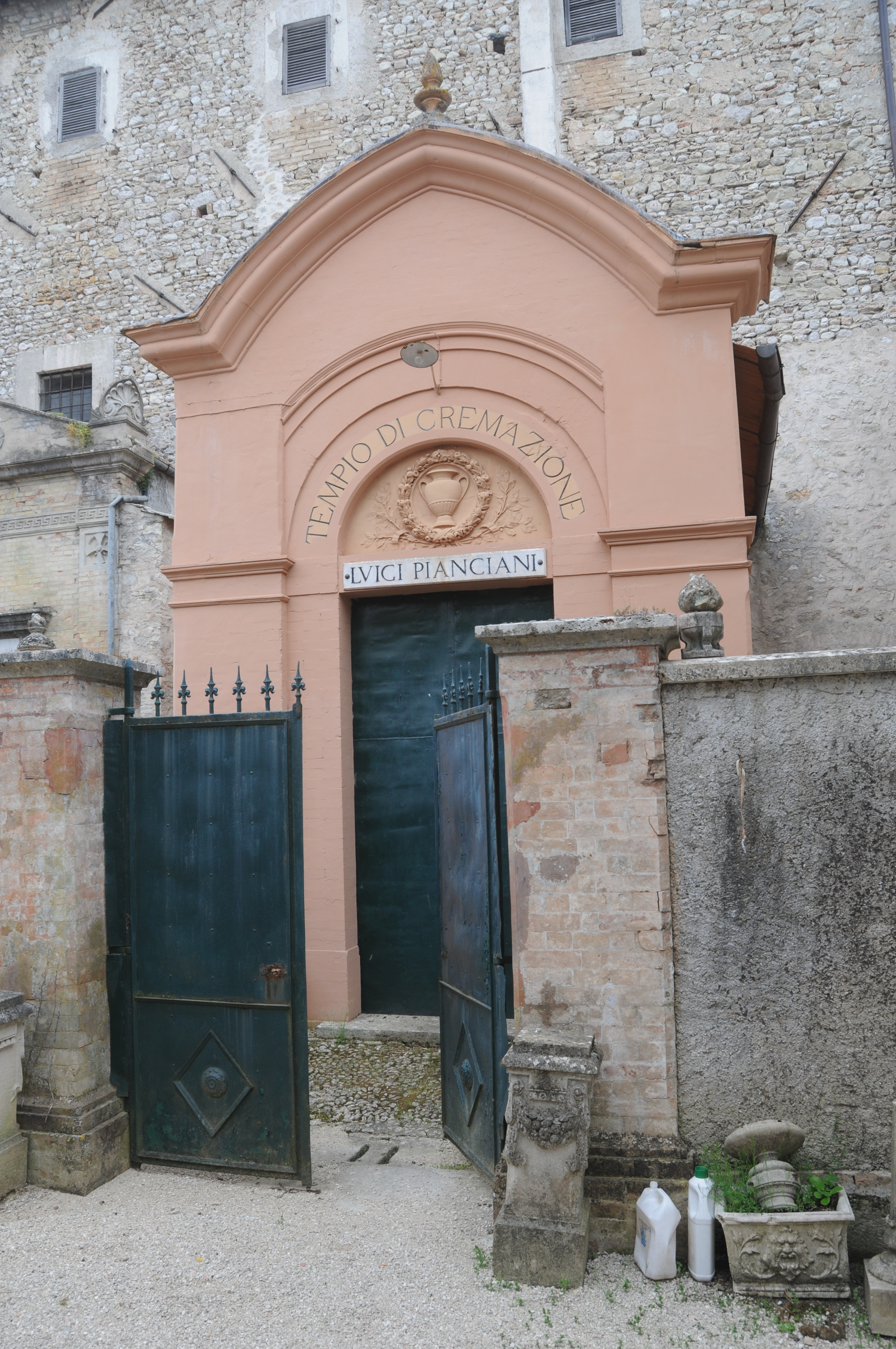
Tempio di cremazione

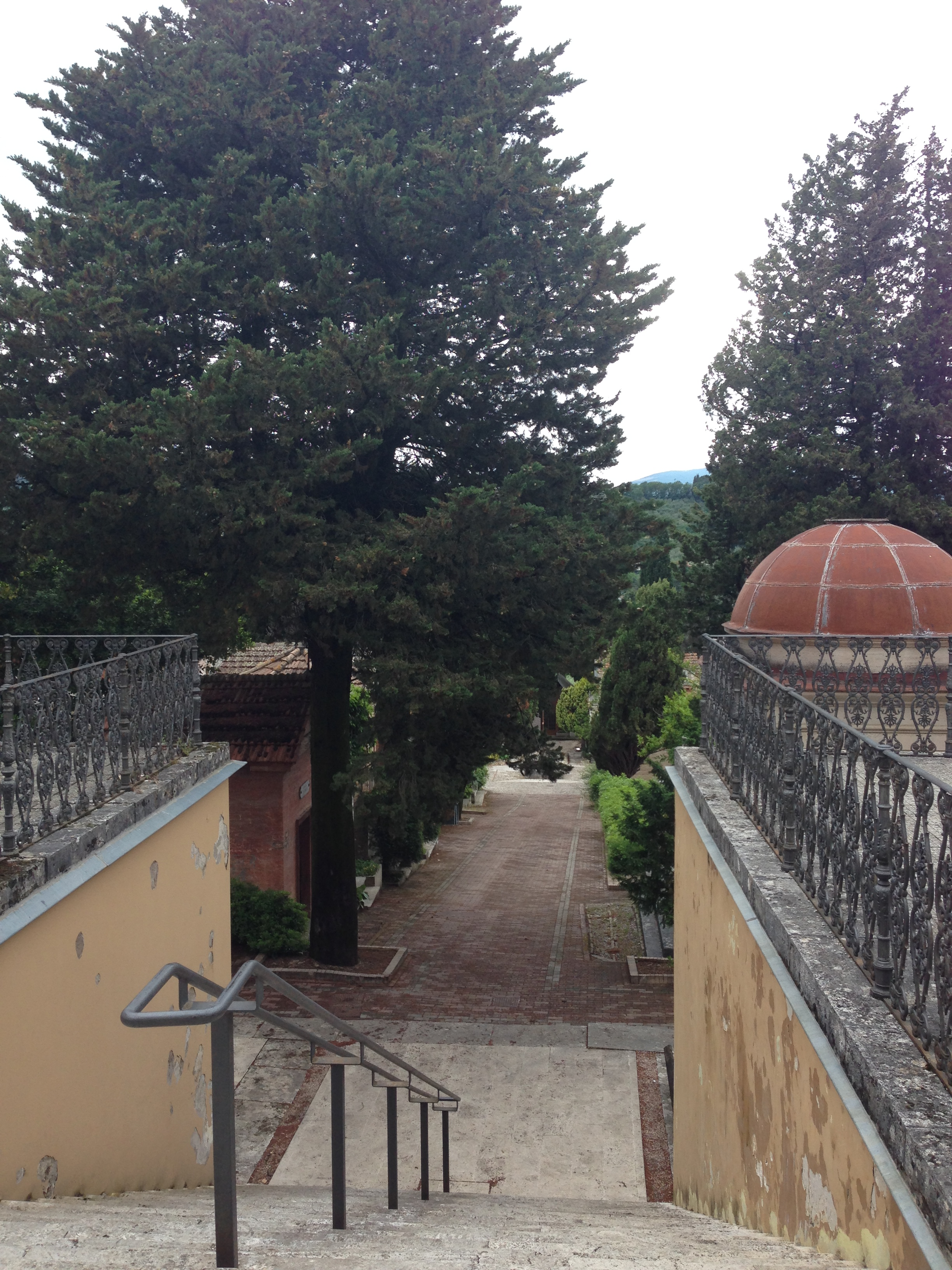
Scalone che collega la basilica di San Salvatore al piano del cimitero

## Tombe illustri
La tomba della famiglia Antonelli si distingue per una grande mostra d'altare del cinquecento, proveniente dal Palazzo Ràcani; la cappella della famiglia Bachilli ospita una piccola pala d'altare con Madonna e i SS. Filippo Neri e Vincenzo Ferrer dipinta da Jacopo Alessandro Calvi. Altre tombe, come quelle dei conti Travaglini e dei conti Zacchei Travaglini, delle Famiglie Angelini Rota e Fratellini, sono arricchite dai loro stemmi.
Interessanti sono anche i monumenti funebri e le cappelle gentilizie di altre importanti famiglie, disposte lungo il viale in asse con la basilica, e lungo l'ampia ellisse che si sviluppa ai piedi dello scalone.
Alcune delle personalità sepolte:
- Pompeo di Campello
- Achille Sansi
- Salvatore Fratellini
- Tito Sinibaldi
- Alberto Talegalli
- Leoncillo Leonardi
- Giovanni Carandente
- Filippo Marignoli
- Giuseppe Sordini
- Pietro Tagliapietra
- Marcello Lucini
- Filippo Marignoli (pittore)
- Enrico Sabbatini
- Giuseppe De Gregorio
- Giovanni Antonelli